# Luís Miguel Pinaud
Luiz Miguel Pinaud (Rio de Janeiro, 14 de março de 1889 – Niterói, 2 de agosto de 1973) foi um juiz brasileiro. Na qualidade de presidente do Tribunal de Justiça, assumiu o governo do estado do Rio de Janeiro, provisoriamente, em 1962, e definitivamente em 1963. Retornou ao Tribunal após seu mandato no poder executivo.

## História
Nascido em 14 de março de 1889, filho do comerciante francês radicado no Brasil Louis Pinaud e da brasileira Julia Pinaud, Luiz Miguel Pinaud ingressou na Faculdade Livre de Direito do Rio de Janeiro e graduou-se bacharel. Após atuar como advogado, ingressou na vida pública, por meio de concurso para delegado de polícia, na Polícia Civil de Minas Gerais. Posteriormente ingressou na Polícia Civil do Rio de Janeiro, sendo nomeado delegado de polícia em Paraíba do Sul, e delegado regional em 1929. na década de 1930 ingressou no cargo de promotor público e em 1936 era juiz da comarca de Bom Jardim. Entre 1941 e 1949 foi juiz nas Comarcas de Nova Iguaçu e Duque de Caxias. Durante a década de 1950 foi promovido por antiguidade e passou a atuar em Niterói, então capital do estado.

### No governo do estado
Desembargador e presidente do Tribunal de Justiça fluminense, assumiu nessa condição, interinamente, a Chefia do Executivo estadual entre 11 e 15 de setembro de 1962, por ocasião de uma viagem oficial de dezesseis dias do governador José de Carvalho Janotti à Argentina. Uma de suas ações no cargo foi declarar guerra ao jogo do bicho, determinando o fechamento de todas as bancas deste no estado. Isso desencadeou uma crise política que precipitou a volta do governador Janotti ao cargo com dez dias de antecedência. Condescendente com a contravenção, Janotti desarticulou o combate e o jogo voltou às suas atividades. Ao retornar ao cargo de presidente do Tribunal, Pinaud tentou utilizar da estrutura do Judiciário para continuar sua perseguição ao jogo do bicho, mas uma manifestação dos demais juízes por reajustes salariais impediu essa ação. Pouco tempo depois, o governador Janotti concedeu reajuste aos juízes e a manifestação foi encerrada.
Em 18 de janeiro de 1963, assumiu novamente o governo fluminense com a renúncia de Janotti que assumiu cargo no Tribunal de Contas do Estado, e de forma definitiva por força do art. 35 da constituição estadual vigente. Durante o mandato voltou a ordenar o fechamento das bancas de jogo do bicho. A ordem acabou sendo descumprida novamente por conta da existência de proteção policial aos contraventores. Transmitiu o cargo ao novo governador eleito, Badger da Silveira, em 30 de janeiro.

### Morte
Pinaud faleceu em 2 de agosto de 1973, em Niterói, vítima de problemas cardíacos, sendo sepultado no dia seguinte no cemitério de Maruí.